# Soñar no cuesta nada
Soñar no cuesta nada és una coproducció colombiano-argentina produïda per CMO Producciones, dirigida per Rodrigo Triana i estrenada a l'agost de 2006. Basada en fets reals, va ser la pel·lícula que va registrar la taquilla més alta durant el 2006 a Colòmbia (1.198.172 espectadors), va ser nominada en la categoria de Goya a la millor pel·lícula estrangera de parla hispana de 2007 i guardonada amb el premi del públic en la versió número 23 del Chicago Latino Film Festival. A causa de l'èxit comercial aconseguit per la cinta, la productora Clara María Ochoa va realitzar una seqüela presentada com a sèrie de televisió titulada Regreso a la Guaca emesa pel Canal RCN el 2009.

## Argument
La pel·lícula està basada en fets reals ocorreguts a l'abril de 2003. Herlinda viatja cap a un corriol remot seguint les instruccions de la seva parella, Helmer Porras. Mentre ella completa el seu viatge la pel·lícula se centra en la història de Porras, Venegas, Lloreda i Perlaza, pertanyents a un grup de soldats de l'exèrcit nacional de Colòmbia denominat Destroyer. Els quatre soldats assistixen a un prostíbul. Allí, Perlaza inicia una baralla pel brasier de Dayana una prostituta de la que està enamorat.
Dies després, el grup Destroyer es troba en la selva complint la missió de combatre a una quadrilla de la guerrilla de les FARC-EP al departament de Caquetá de l'Amazones que té en el seu poder uns ciutadans estatunidencs. Després de repel·lir a l'enemic troben una caleta amb milions de dòlars que pertanyen al grup insurgent. El grup Destroyer es reparteix els diners. L'únic que es nega a acceptar la seva part, al·legant que apoderar-se de la caleta és il·legal és el soldat Porras.
Mentre esperen ser extrets de la zona de combat, alguns dels soldats es dediquen a apostar altes sumes de diners. Després d'uns dies d'espera el soldat Venegas, deseperado davant les negatives d'extracció es dispara en una cama, donant així una excusa al grup per a sol·licitar una evacuació. Venegas és evacuat en helicòpter mentre la resta del grup ha de fer el viatge a peu.
De camí a una base militar, Destroyer es deté en una botiga per a alimentar-se i paguen a la propietària uns bons diners pels queviures. Una vegada en la base, el grup és requisat. Porras s'ofereix voluntari per a ser el primer a ser revisat. Mentre la requisa a Porras es realitza, una crida d'un superior que necessita la presència d'aquests soldats en un altre punt d'operacions els salva d'un cateo exhaustiu.
Venegas i la resta del grup Destroyer es reuneixen a les barraques i després són enviats amb avió a un altre lloc. Enmig del vol, el soldat Lloreda descobreix que li han robat la seva part dels diners i amenaça amb activar una granda. Els altres ho detenen, però l'incident és reportat i Lloreda és interrogat per una superior. Els altres soldats reuneixen diners suficients per a compensar a Lloreda i així mantenir el secret.
Durant un permís, els soldats Porras, Lloreda, Venegas i Perlaza es dediquen a comprar roba i assisteixen a un restaurant car. Al final del dia tornen al prostíbul on Dayana treballa. Perlaza li proposa matrimoni a Dayana i li mostra tots els diners en efectiu que té ara. L'endemà al matí Perlaza descobreix que Dayana va fugir amb els diners. Perlaza és detingut per altres militars alertats aparentment per Dayana.
Lloreda torna la base militar en una camioneta nova, cosa que aixeca les sospites dels seus superiors que ho detenen i interroguen. Mentrestant, Venegas amaga la seva part dels diners a l'interior d'un televisor i l'envia per correu per a la seva família. És detingut al carrer i portat a la base.
Tots els soldats del grup són detinguts. Porras és l'únic que aconsegueix escapar i envia una carta a Herlinda amb instruccions per a trobar els diners que va aconseguir ocultar, malgrat la seva reticència. Herlinda aconsegueix trobar els diners prop de la botiga en la qual Destroyer s'havia detingut de camí a la base després de l'evacuació de Venegas.

## La recerca
Els soldats del grup real que va trobar la caleta dels guerrillers va ser descobert pel fet que es van dedicar a malbaratar els diners aconseguits en luxosos cotxes, roba, restaurants i bordells. Les sospites que van aixecar aquests comportaments van portar a l'inici d'una recerca per la qual foren jutjats.

## Repartiment
- Diego Cadavid...	Silvio Lloreda
- Juan Sebastián Aragón…	Nelson Venegas
- Manuel José Chávez…	Helmer Porras
- Carlos Manuel Vesga…	Justo Perlaza
- Marlon Moreno…	Teniente Víctor Solorzano
- Verónica Orozco…	Dayana
- Carolina Ramírez…	Herlinda
- Carlos Vergara…	Cabo Edmundo Catano
- Julián Díaz…	Lozano
- Luis Fuquen…	Rodrigo Suárez
- Lorena Meritano…	Psicóloga
- Federico Lorusso…	Dueño Whiskería
- Valeria Celis…	Simona
- Gloria Gómez…	Tendera
- Julio Correal…	Mayor Álvaro Loaiza
- Luis Fernando Múnera…	Tendero
- Álvaro Rodríguez…	Camioner
- Gilberto Ramírez…	Zorrero
- Frank Beltrán…	Taxista
- Alexander Palacio…	Conductor Willys
- Jorge Alí Triana…	Papá de Venegas
- David Triana…	Hermano de Venegas
- Ramses Ramos…	Capitán Edwin Camacho
- Juan Tomás Chaves…	Cabo
- Leonard Krys…	Juez
- Vicky Rueda…	Prostituta Whiskería
- Ana Soler…	Prostituta Whiskería
- Carolina Cuervo…	Prostituta Whiskería

## Els fets
Una guaca (tresor amagat) va ser trobada per 129 soldats 15 sotsoficials i 3 oficials pertanyents a les companyies Buitre i Destroyer de l'exèrcit nacional de Colòmbia en la selva del sud del país al maig de 2003, es creu que la suma ascendeix a 16.75 milions de dòlars representats en bitllets d'aquesta moneda i pesos colombians. Els diners es trobava enterrat en bidons en les selves de San Vicente del Caguán (Caquetá). Els soldats van acordar apropiar-se dels diners i es van disposar a malbaratar-lo en luxosos restaurants i bordells de la ciutat de Popayán, fet que va aixecar sospites que portarien a una recerca penal en la qual els soldats serien condemnats. Els soldats es van gastar uns 500 milions de pesos. Uns altres 1.380 milions van ser retornats. 126 soldats. Van rebre penes d'entre tres anys i quatre mesos, i set anys.